# Diego Capel Trinidad
Diego Ángel Capel Trinidad (nascut el 16 de febrer de 1988 a Albox, Almería), és un exfutbolista andalús. Va ser dos cops internacional amb la selecció espanyola.
El juny de 2011 formà part de la selecció espanyola de futbol Sub-21 que va guanyar el Campionat d'Europa de futbol sub-21 de 2011, celebrat a Dinamarca.

## Palmarès

### Campionats estatals
| Títol               | Club       | Any     |
| ------------------- | ---------- | ------- |
| Copa del Rei        | Sevilla FC | 2006-07 |
| Supercopa d'Espanya | Sevilla FC | 2007    |
| Copa del Rei        | Sevilla FC | 2009-10 |

### Campionats internacionals
| Títol              | Club       | País    | Any  |
| ------------------ | ---------- | ------- | ---- |
| Copa de la UEFA    | Sevilla FC | Espanya | 2006 |
| Supercopa d'Europa | Sevilla FC | Espanya | 2006 |
| Copa de la UEFA    | Sevilla FC | Espanya | 2007 |

(*) Inclou la Selecció